# Usługi dodatkowe
Usługi dodatkowe (ang. Supplementary services) - usługi w sieciach telekomunikacyjnych będące uzupełnieniem usług podstawowych. 
Usługi dodatkowe są przedmiotem specyfikacji dla każdego standardu sieci telekomunikacyjnej i razem z usługami podstawowymi opisują możliwości oferowane bezpośrednio przez sieć dla użytkownika końcowego. Pozostała oferta bazująca na danym standardzie sieci nazywana jest usługami dodanymi (ang. Value added services). 

## Przykłady usług dodatkowych
- Prezentacja numeru dzwoniącego (ang. Calling Line Identification Presentation, CLIP)
- Przekierowanie rozmowy gdy użytkownik nie odpowiada (ang. call forwarding no reply, CFNR)
- Przekierowanie rozmowy gdy użytkownik jest zajęty (ang. call forwarding on busy, CFB)
- Telekonferencja (ang. multi-part call)
- Zablokowanie wychodzących rozmów międzynarodowych (ang. barring of outgoing international calls, OCB)